# 鄭岳 (弘治進士)
鄭岳（1468年—1539年），字汝华，号山斋，福建莆田縣人。明朝政治人物。

## 生平
生于明宪宗成化四年（1468年），弘治二年（1489年）己酉科福建鄉試第四十一名舉人，弘治六年（1493年）癸丑科會試第二百七名，第二甲第四名進士，为户部主事。董天錫偕錦衣千戶張福決囚，張福坐董天錫之上，鄭岳稱其為非體，以忤逆下詔獄。尚書周經、侍郎許進論救，皇帝不聽，贖杖還職。历官刑部员外郎。出任湖廣僉事，歸宗藩侵地於民。歷任广西兵务副使、广东副使、江西按察使，官至江西左布政使。反對寧王朱宸濠侵奪民田。朱宸濠逼鄭岳罷官，又陷構其子通賄。宸濠之亂後，朝廷內外官員交相舉薦，起用四川布政使，因丁憂不赴。
明世宗即位，擢右副都御史，巡撫江西。僅過兩月，又召為大理寺卿。累升兵部右侍郎、左侍郎，寧夏總兵官仲勛行賄京師，御史聶豹以風聞談論鄭岳。鄭岳自己解釋，隨即辭職歸鄉。與王守仁有交往，守仁称“相见于逆旅”。卒于嘉靖十八年（1539年）。

## 家族
世代為莆田望族。曾祖鄭益謙；祖父鄭廷讓；父鄭宗伯，母林氏。慈侍下。兄鄭汝厚。

## 事跡
嘉靖年间，都宪林茂达，副宪吴希由，逸士林嘉绩，御史林季琼，知县宋元翰，宪副林有年，侍郎郑岳，侍郎林富，寺丞李廷梧等九位退休的莆田籍官員曾組成逸老会，定期聚會，吟詩作對。